# Панићева кућа у Гроцкој
Панићева кућа у Гроцкој је подигнута у првој половини 19. века. Представља непокретно културно добро као споменик културе. Налази се у улици Булевар револуције 64 у Гроцкој.
Кућа поседује четири просторије, трем, истурени доксат и подрум испод једног дела зграде. Зидана је у бондручној конструкцији са испуном од чатме и покривена је четворосливним кровом са ћерамидом. По типу припада моравској кући тзв. дунавске варијанте.
Зграда поседује архитектонске, етнографске и ликовне вредности које га чине једним од најзначајнијих типских представника моравске куће на подручју Београда.